# Ана Лусия Домингес
Ана Лусия Домингес Тобон (на испански: Ana Lucía Domínguez Tobón) е колумбийска актриса родена на 2 декември 1983 в Богота, Колумбия станала известна с ролите си в редица теленовели.

## Биография
Още като дете си мечтае един ден да стане актриса.
Започва да се снима в телевизионни реклами едва на девет годишна възраст. Нейната първа работа в телевизията е в теленовелата „Бащи и синове“ и от там продължава без да спира. „Красиво момиче“ е първата теленовела, в която участва като вече по-голяма.
Най-голяма популярност получава след снимките на теленовелата Трима братя, три сестри. Славата е настига в цяла Латинска Америка и Испания и редица списания започват да и искат интервюта, а дори позира за някои списания без дрехи, което също допринася за нейната бърза популярност.
През 2001 г. се омъжва едва на 18 години за комика Дейвид Алберто Гарсия, който е 14 години по-възрастен от нея, след пет години на запознанство. Две години по-късно двойката обявява, че се разделят. През 2008 г., актрисата обявява брака си с певеца и актьора Хорхе Карденас.
През 2009 г. тя получава главната роля в теленовелата на Телемундо, „Жестока любов“, където си партнира заедно с актьора Карлос Понсе и актрисата Марица Родригес. Така тя се премества в Маями, за снимките на тази теленовела. През същата година участва в колумбийския сериал „Призракът от Гранд Хотел“.
През 2012 г. тя участва заедно със своят съпруг Хорхе Карденас в теленовелата „Измамница“ (La Traicionera).

## Филмография

### Теленовели
- 2015 – 2016: Госпожа Асеро 2/3(Senora Acero 2/3 – 'Марта Моника
- 2013: Бандитките (Las Bandidas) – Фабиола Монтоя
- 2011: Измамница (La Traicionera) – Мартина Фигероа
- 2010: Жестока любов (Perro amor) – София Сантана
- 2009: Призракът от Гранд Хотел (El fantasma del Gran Hotel) – Ирене Буенавентура
- 2008: Valentino, el argentino – Клаудия Гарсия
- 2007: Mujeres asesinas – Паула
- 2007: Зрънце любов (Madre Luna) – Анабел
- 2007: Измамата (El Engaño) – Марсела Гарсия/Камила Наваро
- 2006: Преплетени души (Amores cruzados) – Мария Гарсия
- 2005: Съдбовни решения (Decisiones)
- 2004: Изпитание на любовта (Te voy a enseñar a querer) – Камила Буенростро
- 2003: Трима братя, три сестри (Pasion de gavilanes) – Рут Урибе/Либия Рейес
- 2002: Дивата котка (Gata salvaje) – Адриана Линарес
- 2001: Информатор в страната на стоките (El informante en el país de las mercancías) – Сесилия де Кастро
- 2000: Se armo la gorda – Жаклин Монсалве
- 2000: Amor Discos – Мириян Исабел
- 1999: Прокурорът (El Fiscal) – Франсиска Ломбана (Фрика)
- 1998: Красиво момиче (Hermosa niña) – Антония Доносо
- 1996: Conjunto cerrado – Мануела
- 1993: De pies a cabeza – Ядира Чакон
- 1993: Padres e Hijos

### Филми
- 2007: Gringo Wedding (Колумбия)